# Fuentes de Ayódar
Fuentes de Ayódar település Spanyolországban, Castellón tartományban. Fuentes de Ayódar Ayódar, Cirat, Espadilla, Torralba del Pinar és Torrechiva községekkel határos. Lakosainak száma 95 fő (2024).

## Népesség
A település népessége az elmúlt években az alábbi módon változott:
| Lakosok száma | 105  | 95   | 100  | 122  | 155  | 135  | 114  | 87   | 93   | 95   |
|               | 2001 | 2004 | 2006 | 2009 | 2011 | 2014 | 2016 | 2019 | 2021 | 2024 |